# Claudia Muzii
Claudia Muzii (Roma, 20 settembre 1966) è un'attrice italiana.

## Biografia
Lavora come attrice cinematografica e televisiva. È diplomata in recitazione al Centro sperimentale di cinematografia a Roma. Ottiene i suoi primi ruoli nel cinema a fine anni ottanta quando prende parte a Il nido nel ragno nel 1988 e a Scugnizzi diretto da Nanni Loy nel 1989. Dopo altri ruoli in film minori nel 1998 lavora in Simpatici e antipatici di Christian De Sica, nel 2000 è nel cast di Malèna di Giuseppe Tornatore, mentre nel 2002 è in quello di Nemmeno in un sogno diretto da Gianluca Greco. Nei primi anni duemila gira anche alcuni cortometraggi come regista: Divani e Pillole di Natale. Dal 2006 al 2014 fa parte del cast de I Cesaroni, dove interpreta Pamela Fantoni, un personaggio minore fino alla terza stagione, poi promosso a personaggio principale dalla quarta stagione.

## Filmografia

### Cinema
- Il nido del ragno, regia di Gianfranco Giagni (1988)
- Scugnizzi, regia di Nanni Loy (1989)
- Area gialla, regia di Marcello Spoletini (1990)
- Donne in un giorno di festa, regia di Salvatore Maira (1993)
- L'amico di Wang, regia di Carl Haber (1997)
- Simpatici & antipatici, regia di Christian De Sica (1998)
- La vita è una sola, regia di (1999)
- Malèna, regia di Giuseppe Tornatore (2000)
- Nemmeno in un sogno, regia di Gianluca Greco (2002)

### Televisione
- E se poi se ne vanno? – miniserie TV (1989)
- Oceano, regia di Ruggero Deodato – miniserie TV (1989)
- Non aprite all'uomo nero, regia di Giulio Questi – film TV (1990)
- La scalata, regia di Vittorio Sindoni – miniserie TV (1993)
- Padre Pio, regia di Carlo Carlei – miniserie TV (2000)
- Un medico in famiglia – serie TV, episodio 3x12 (2003)
- Ferrari – miniserie TV (2003)
- Carabinieri 3 – serie TV (2004)
- R.I.S - Delitti imperfetti – serie TV, episodio 2x01 (2006)
- I Cesaroni – serie TV (2006-2014)
- Purché finisca bene – serie TV, episodio 2x07 (2016)